# آتش‌سوزی ۲۰۲۱ کوه تیبل
آتش‌سوزی ۲۰۲۱ کوه تیبل (به لاتین: 2021 Table Mountain fire) یک آتش‌سوزی در آفریقای جنوبی است که در کیپ‌تاون واقع شده‌است. که به آتش‌سوزی بنای رودز یا آتش‌سوزی سرزمین نو موسوم است، یک آتش‌سوزی گسترده بود که از ۱۸ آوریل ۲۰۲۱ در اطراف پارک ملی کوه تیبل آغاز شد و به محوطه اطراف نیولند، رزبانک، نوبری و روندباش در کیپ‌تاون، آفریقای جنوبی گسترش پیدا کرد. خسارات این آتش‌سوزی به اماکن کوه تیبل شامل بنای یادبود رودز، جایی که یک کافه در آن طعمه حریق شد، پردیس بالایی دانشگاه کیپ‌تاون و همچنین کتابخانه مجموعه‌های ویژه که تخلیه شده بود و آسیاب بادی ماسترت بنایی تاریخی در شهر کیپ‌تاون که قدمت آن به سال ۱۹۷۶ بازمی‌گردد وارد شده و در آتش سوختند.